# Goniobryum pellucidum
Goniobryum pellucidum là một loài rêu trong họ Rhizogoniaceae. Loài này được (Mitt.) Broth. mô tả khoa học đầu tiên năm 1904.